# 弱引用
在计算机程序设计中，弱引用与强引用相对，是指不能确保其引用的对象不会被垃圾回收器回收的引用。一个对象若只被弱引用所引用，则被认为是不可访问（或弱可访问）的，并因此可能在任何时刻被回收。一些配有垃圾回收机制的语言，如Java、C#、Python、Perl、Lisp等都在不同程度上支持弱引用。

## 垃圾回收
垃圾回收用来清理不会再使用的对象，从而降低内存泄露和数据损坏的可能性。垃圾回收主要有两种类型：追踪和引用计数。引用计数会记录给定对象的引用个数，并在引用个数为零时收集该对象。由于一次仅能有一个对象被回收，引用计数无法回收循环引用的对象。一组相互引用的对象若没有被其它对象直接引用，并且不可访问，则会永久存活下来。一个应用程序如果持续地产生这种不可访问的对象群组，就会发生内存泄漏。在对象群组内部使用弱引用（即不会在引用计数中被计数的引用）有时能避免出现引用环，因此弱引用可用于解决循环引用的问题。如Apple的Cocoa框架就推荐使用这种方法，具体为，在父对子引用时使用强引用，子对父引用时使用弱引用，从而避免了循环引用。 （页面存档备份，存于）
程序对一些对象只进行弱引用，通过此法可以指明哪些对象是不重要的，因此弱引用也用于尽量减少内存中不必要的对象存在的数量。

## 变种
有些语言包含多种强度的弱引用。例如Java，在java.lang.ref包中定义了软引用、弱引用和虚引用，引用强度依次递减。每种引用都有相对应的可访问性概念。垃圾回收器（GC）通过判断对象的可访问性类型来确定何时回收该对象。当一个对象是软可访问的，垃圾回收器就可以安全回收这个对象，但如果垃圾回收器认为JVM还能空出可用内存（比如JVM还有大量未使用的堆空间），则有可能不会立刻回收软可访问的对象。但对于弱可访问的对象，一旦被垃圾回收器注意到，就会被回收。和其他引用种类不同，虚引用无法跟踪。但另一方面，虚引用提供了一种机制，当一个对象被回收时程序可以得到通知（实现于ReferenceQueues）。  
一些未配有垃圾回收机制的语言，比如C++，也提供强/弱引用的功能，以作为对垃圾回收库的支持。在C++中，普通指针可看做弱引用，智能指针可看做强引用，尽管指针不能算"真正"的弱引用，因为弱引用应该能知道何时对象变成不可访问的了。

## 示例
弱引用可用于在应用程序中维护一个当前被引用的对象的列表。该列表必须弱引用到那些对象，否则一旦对象被添加到列表中，由于它们被列表引用了，在程序运行期间将永远不会被回收。

### Java
Java是第一个将强引用作为默认对象引用的主流语言。之前的（ANSI）C语言只支持弱引用。而后David Hostettler Wain和Scott Alexander Nesmith注意到事件树无法正常释放的问题，结果在大约1998年，推出了分别会被计数和不会被计数的强、弱引用。  
如果创建了一个弱引用，然后在代码的其它地方用 get()获得真实对象，由于弱引用无法阻止垃圾回收，get()随时有可能开始返回 null（假如对象没有被强引用）。
```
import
 
java.lang.ref.WeakReference
;

 

public
 
class
 
ReferenceTest
 
{

	
public
 
static
 
void
 
main
(
String
[]
 
args
)
 
throws
 
InterruptedException
 
{

 

            
WeakReference
 
r
 
=
 
new
 
WeakReference
(
new
 
String
(
"I'm here"
));

            
WeakReference
 
sr
 
=
 
new
 
WeakReference
(
"I'm here"
);

            
System
.
out
.
println
(
"before gc: r="
 
+
 
r
.
get
()
 
+
 
", static="
 
+
 
sr
.
get
());

            
System
.
gc
();

            
Thread
.
sleep
(
100
);

 

            
//只有r.get()变为null

            
System
.
out
.
println
(
"after gc: r="
 
+
 
r
.
get
()
 
+
 
", static="
 
+
 
sr
.
get
());

 

	
}

}

```

弱引用还可以用来实现缓存。例如用弱哈希表，即通过弱引用来缓存各种引用对象的哈希表。当垃圾回收器运行时，假如应用程序的内存占用量高到一定程度，那些不再被其它对象所引用的缓存对象就会被自动释放。

### Smalltalk
```
|
a s1 s2
|

s1
 
:=
 
'hello'
 
copy
.
 
"这是个强引用"

s2
 
:=
 
'world'
 
copy
.
 
"这是个强引用"

a
 
:=
 
WeakArray
 
with:
s1
 
with:
s2
.

a
 
printOn:
 
Transcript
.
 

ObjectMemory
 
collectGarbage
.

a
 
printOn:
 
Transcript
.
 
"两个元素都还在"

s1
 
:=
 
nil
.
 
"移除强引用"
 

ObjectMemory
 
collectGarbage
.

a
 
printOn:
 
Transcript
.
 
"第一个元素消失"

s2
 
:=
 
nil
.
 
"移除强引用"
 

ObjectMemory
 
collectGarbage
.

a
 
printOn:
 
Transcript
.
 
"第二个元素消失"

```

### Lua
```
weak_table
 
=
 
setmetatable
({},
 
{
__mode
=
"v"
})

weak_table
.
item
 
=
 
{}

print
(
weak_table
.
item
)

collectgarbage
()

print
(
weak_table
.
item
)

```

### Objective-C 2.0
在Objective-C 2.0中，除了垃圾回收，自动引用计数也会受弱引用的影响。下面这个例子中的所有变量和属性都是弱引用。
```
@interface
 
WeakRef
 : 
NSObject

{

    
__weak
 
NSString
 
*
str1
;

    
__assign
 
NSString
 
*
str2
;

}

 

@property
 
(
nonatomic
,
 
weak
)
 
NSString
 
*
str3
;

@property
 
(
nonatomic
,
 
assign
)
 
NSString
 
*
str4
;

 

@end

```

weak(__weak)和assign(__assign)的区别在于，当变量指向的对象被重新分配时，变量的值是否会跟着改变。weak声明的变量会变为nil，而assign声明的变量则会保持不变，成为一个悬摆指针。从Mac OX 10.7 “狮子”系统和iOS 5开始，随着Xcode 4.1版本的推出，weak引用被引入到Objective-C语言中（4.2版本开始支持iOS）。老版本的Mac OS X、iOS和GNUstep仅支持用assign声明弱引用。

### Vala
```
class
 
Node
 
{

    
public
 
weak
 
Node
 
prev
;
 
//弱引用可避免列表中的节点之间出现循环引用

    
public
 
Node
 
next
;

}

```

### Python
```
>>> 
import
 
weakref

>>> 
import
 
gc

>>> 
class
 
Egg
:

... 
    
def
 
spam
(
self
):

... 
        
print
(
"I'm alive!"
)

...

>>> 
obj
 
=
 
Egg
()

>>> 
weak_obj
 
=
 
weakref
.
ref
(
obj
)

>>> 
weak_obj
()
.
spam
()

I'm alive!

>>> 
obj
 
=
 
"Something else"

>>> 
gc
.
collect
()

35

>>> 
weak_obj
()
.
spam
()

Traceback (most recent call last):

  File 
"<stdin>"
, line 
1
, in 
<module>

AttributeError
: 
'NoneType' object has no attribute 'spam'

```